# One Day International
One Day International (skr. ODI, pol. jednodniowe mecze międzynarodowe) – powstała pod koniec XX wieku forma międzynarodowych meczów krykieta z liczbą overów ograniczoną do 50 na drużynę. W tym formacie rozgrywane są Mistrzostwa Świata w Krykiecie. ODI nazywane jest też Limited Overs Internationals (LOI) (pol. z ograniczoną liczbą overów), gdyż są to mecze międzynarodowe z ograniczoną liczbą overów, a jeśli pogoda przeszkodzi, nie zawsze udaje się je rozegrać w jeden dzień.
Pierwszy mecz jednodniowy rozegrano 5 stycznia 1971 na Melbourne Cricket Ground; wystąpiły w nim reprezentacje Australii i Anglii. Stało się to w sposób dość przypadkowy – kiedy przez trzy dni deszcz uniemożliwiał rozegranie standardowego meczu testowego między tymi drużynami, sędziowie postanowili, iż zostanie rozegrany mecz jednodniowy, z czterdziestoma ośmiopiłkowymi overami dla każdej drużyny. Australia wygrała mecz pięcioma wicketami.
Pod koniec lat 70. Kerry Packer powołał konkurencyjną wobec tradycyjnych rozgrywek World Series Cricket, w której wprowadzono wiele zasad stosowanych dziś w ODI, między innymi kolorowe uniformy, rozgrywanie meczów w nocy przy świetle reflektorów i z użyciem białej piłki, a także – na potrzeby transmisji telewizyjnych – liczne kamery i mikrofony. Pierwszy mecz z użyciem kolorowych strojów rozegrano 17 stycznia 1979.

## Status ODI
Mecz jest uznany za One Day International jeśli rozgrywany jest pomiędzy krajami posiadającymi pełne członkostwo ICC oraz krajami go nieposiadającymi, ale należącymi aktualnie do najlepszej szóstki (Top 6) ogłaszanej przez ICC na podstawie wyników turnieju kwalifikacyjnego do Mistrzostw Świata w Krykiecie. Obecnie (lata 2014–2018) są to:
- Anglia
- Australia
- Bangladesz
- Indie
- Indie Zachodnie
- Nowa Zelandia
- Pakistan
- Południowa Afryka
- Sri Lanka
- Zimbabwe

oraz
- Afganistan
- Hongkong
- Irlandia
- Papua-Nowa Gwinea
- Szkocja
- Zjednoczone Emiraty Arabskie

## Zasady
Zasadniczo ODI rozgrywa się według standardowych zasad krykieta, a główną różnicą jest właśnie odgórne ograniczenie overów – początkowo było to sześćdziesiąt, ale obecnie ogólnie przyjętym standardem jest pięćdziesiąt overów na drużynę. Ich liczba może być dalej ograniczona, jeżeli wymuszą to warunki atmosferyczne.
Każdy bowler może rzucać w maksymalnie dziesięciu overach. Jeżeli w chwili zakończenia meczu obie drużyny mają na koncie tyle samo runów, ogłaszany jest remis, niezależnie od tego, ile wicketów straciła każda z nich. Jeżeli z konieczności liczba overów w drugim inningsie różni się od liczby overów w pierwszym, wynik może być ustalony za pomocą metody Duckwortha-Lewisa.